# Víctor Rubén López
Víctor Rubén López (* 19. Dezember 1978 in Córdoba) ist ein ehemaliger argentinischer Fußballspieler, der zuletzt bei Instituto Atlético Central Córdoba in der argentinischen Primera B Nacional spielte. 

## Spielerkarriere
Víctor López startete seine Karriere als Fußballer in seiner argentinischen Heimat beim unterklassigen Verein Racing de Córdoba. Diesen verließ er 2000 und wechselte zum Erstligisten CA Talleres. Dort war er in den folgenden Spielzeiten eine feste Größe in der Abwehr, konnte jedoch den Abstieg seiner Mannschaft 2004 nicht verhindern. Anschließend ging er zum Ligarivalen Arsenal de Sarandí, wo er die folgenden zwei Jahre spielte. Auch dort konnte er sich durchsetzen, was das Interesse europäischer Clubs auf ihn zog. Im Januar 2007 unterschrieb er einen Vertrag beim abstiegsbedrohten spanischen Erstligisten Real Sociedad San Sebastián. Sein Debüt gab er beim 0:1 gegen den FC Valencia am 21. Januar 2007. Erneut musste Víctor López einen Abstieg hinnehmen, doch dieses Mal folgte er seinem Team in Liga 2. Dort gelang ihm sein erstes Pflichtspieltor für die Basken. Am 11. November 2007 traf er beim 1:1 im Absteigerduell gegen Celta Vigo zur zwischenzeitlichen Führung. 2008 wechselte er zurück in seine argentinische Heimat zu CA Banfield.